# Caracas Open 1973
Il Caracas Open 1973 è stato un torneo di tennis. È stata la 1ª edizione del torneo che fa parte dello USTLA Indoor Circuit 1973. Si è giocato a Caracas in Venezuela dal 13 al 18 marzo 1975.

## Campioni

### Singolare maschile
Tom Gorman ha battuto in finale  François Jauffret con il punteggio di 6–3 7–6, 6–3

### Doppio maschile
informazione non disponibile